# Adult Video News Hall of Fame
Dies ist eine Liste der Mitglieder der Adult Video News Hall of Fame. Es handelt sich dabei um einen Branchenpreis der AVN für Darsteller und Mitwirkende der Pornoindustrie. Die englische Bezeichnung „Hall of Fame“ bedeutet auf Deutsch „Ruhmeshalle“.

## Mitglieder
Als Kriterium für die Aufnahme in die Hall of Fame wird eine „enorme Bedeutung“ sowie eine Präsenz in der Industrie von mindestens 10 Jahren genannt. Die ersten Aufnahmen in die Hall of Fame erfolgten 1995 während der 13. AVN Award Show.

### Video Branch
- Buck Adams[3]
- Tracey Adams (1995)
- Asa Akira (2019)
- Monique Alexander (2017)
- Jay Allan (2024)
- Alexis Amore (2018)
- Juliet Anderson
- Brittany Andrews (2008)
- Nic Andrews (2024)
- Gabrielle Anex (2019)
- Buck Angel (2025)
- Joanna Angel (2016)
- Eva Angelina (2018)
- Julia Ann (2004)
- Lisa Ann (2009)
- Brad Armstrong (2004)
- Jay Ashley (2008)
- Kaitlyn Ashley (2001)
- Juli Ashton (2012)
- James Avalon (2005)
- Ebony Ayes (2025)
- Lois Ayres (1998)
- Bill Bailey (2020)
- Marco Banderas (2023)
- Briana Banks (2009)
- Naomi Banxxx (2022)
- Kandi Barbour (2013)[4]
- Rebecca Bardoux (2007)
- Belladonna (2011)
- Lexi Belle (2019)
- Nikki Benz (2016)
- Bionca
- Rob Black (2012)
- Tori Black (2022)
- Barrett Blade (2014)
- Andrew Blake (1996)
- Bunny Bleu (1997)
- Robert Blitt (2022)
- Ashley Blue (2013)[4]
- Mick Blue (2017)
- Skye Blue (2008)
- Vanessa Blue (2013)[4]
- Rene Bond (1998)
- John T. Bone (2001)
- Lesllie Bovee
- T.T. Boy (2003)
- Erica Boyer
- Alex Braun (2011)
- Lasse Braun (1999)
- Frank Bukkwyd (2019)
- Robert Bullock (1995)
- Jerry Butler (1998)
- Seymore Butts (2005)
- Tom Byron
- Stuart Canterbury (2017)
- Christy Canyon
- Mary Carey (2013)[4]
- Michael Carpenter (1997)
- Asia Carrera (2001)
- Gina Carrera (2023)
- Cassidey (2017)
- Johnny Castle (2024)
- Marilyn Chambers
- Chanel (2021)
- Nikki Charm (1999)
- Michael Chapman (2024)
- Chris Charming (2010)
- Dick Chibbles (2023)
- Bob Chinn (1999)
- Chloe (2006)
- Christian XXX (2017)
- David Christopher
- Kim Christy (2004)
- Christoph Clark (2002)
- David Aaron Clark (2012)
- Tiffany Clark
- Maestro Claudio (2019)
- Francois Clousot (2013)[4]
- Shylar Cobi (2014)
- Careena Collins (1998)
- Patrick Collins (2002)
- Ryan Conner (2022)
- Nic Cramer (2024)
- Eli Cross (2015)
- Desiree Cousteau (1997)
- Dave Cummings (2007)
- Stoney Curtis (2010)
- Devan Cypher (2016)
- Danny D (2024)
- Robby D. (2014)
- Dale DaBone (2012)
- Kiki Daire (2019)
- Gerard Damiano
- Stormy Daniels (2014)
- Barbara Dare
- The Dark Brothers (1996)
- Angel Dark (2020)
- Jonni Darkko (2016)
- Gia Darling (2011)
- Racquel Darrian (2002)
- Mark Davis (2003)
- Lisa De Leeuw
- Jewel De’Nyle (2009)
- Dana DeArmond (2016)
- Dee (2021)
- Sophie Dee (2025)
- Olivia Del Rio (2025)
- Vanessa del Rio
- Nikita Denise (2016)
- Charles Dera (2022)
- Alex de Renzy
- Raquel Devine (2010)
- Alexander DeVoe (2012)
- Diana DeVoe (2021)
- Devon (2010)
- Nikki Dial (2024)
- Debi Diamond
- Shane Diesel (2025)
- Guy DiSilva (2009)
- Karen Dior (1995)
- Kianna Dior (2020)
- Dirty Harry (2019)
- Gregory Dorcel (2022)
- Jon Dough (1998)
- Ben Dover (2011)
- Derek Dozer (2021)
- Jessica Drake (2010)
- Steve Drake
- Rinse Dream (2017)
- Duck Dumont (1997)
- Lacey Duvalle (2022)
- Nick East (2006)
- Eric Edwards
- Wesley Emerson (2009)
- Ben English (2014)
- Alana Evans (2015)
- Erik Everhard (2012)
- Felecia (2003)
- Don Fernando (2004)
- Manuel Ferrara (2013)[4]
- Jeanna Fine (1997)
- Jada Fire (2011)
- Rod Fontana (2005)
- Gail Force (1997)
- Samantha Fox (2002)
- Scotty Fox (1995)
- Foxxy (2023)
- Mickey G (2006)
- Sal Genoa (2021)
- Ashlyn Gere (1996)
- Ken Gibb (1997)
- Jamie Gillis
- Billy Glide (2015)
- Gary Graver
- Ernest Greene (2021)
- Sasha Grey (2023)
- Tommy Gunn (2016)
- William H. (2018)
- Max Hardcore (2004)
- Dave Hardman (2003)
- Veronica Hart
- Nina Hartley
- Steve Hatcher (2006)
- Annette Haven
- Taylor Hayes (2007)
- Jenna Haze (2012)
- Melissa Hill (2014)
- Matt Holder (2024)
- Deidre Holland (1999)
- Kelly Holland (2017)
- Audrey Hollander (2024)
- Steve Holmes (2017)
- Jim Holliday
- John Holmes
- Mike Horner
- Houston (2004)
- Cecil Howard
- Ed Hunter (2019)
- Heather Hunter (2003)
- Nicki Hunter (2020)
- Kylie Ireland (2005)
- Brandon Iron (2018)
- Ivan (2023)
- Janet Jacme (2006)
- Jake Jacobs (2008)
- Kendra James (2023)
- Jenna Jameson (2006)[5]
- Jesse Jane (2013)[4]
- Sara Jay (2017)
- Jessica Jaymes (2018)
- Jelena Jensen (2020)
- Jenteal (2021)
- Ron Jeremy
- Joanna Jet (2015)
- Mike John (2014)
- JohnPaul the Pope (2023)
- Jules Jordan (2011)
- Kimberly Kane (2016)
- Sharon Kane
- Roy Karch (1998)
- Kagney Linn Karter (2025)
- Katsuni (2014)
- Julius Kedvessy (2022)
- Keisha (1998)
- Angel Kelly (2008)
- Jill Kelly (2003)
- Bridget Kerkove (2011)
- Robert Kerman (1997)
- Johnny Keyes (2004)
- Alisha Klass (2012)
- Michael Klein (2022)
- Tyler Knight (2021)
- Sascha Koch (2016)
- Marc Kramer (2023)
- Kayden Kross (2019)
- L.T. (2020)
- Ice La Fox (2023)
- Alex Ladd (2016)
- Chasey Lain (2003)
- C. J. Laing (2005)
- Tim Lake (2009)
- Karla Lane (2020)[6]
- Sunny Lane (2020)
- Tory Lane (2017)
- Chi Chi LaRue (1995)
- Dyanna Lauren (2008)
- Shayla LaVeaux (2001)
- Jack Lawrence (2023)
- Francesca Lé (2005)
- Dan Leal (2015)
- Bud Lee (2001)
- Hyapatia Lee
- Keiran Lee (2022)
- Kaylani Lei (2015)
- Dorothy LeMay (1998)
- Lynn LeMay (2006)
- Gloria Leonard
- Sunny Leone (2018)
- John Leslie
- Lea Lexis (2022)
- Harold Lime
- Mai Lin (2005)
- Fred J. Lincoln
- Janine Lindemulder (2002)
- Marcus London (2020)
- Angel Long (2023)
- Byron Long (2010)
- Miles Long (2011)
- Cara Lott (2006)
- Brandi Love (2020)
- Shy Love (2013)[4]
- Sinnamon Love (2011)
- Rebecca Lord (2013)[4]
- Marie Luv (2021)
- Scott Lyons (2014)
- Amber Lynn (2009)
- Gina Lynn (2010)
- Ginger Lynn
- Micky Lynn (2019)
- Porsche Lynn
- Kelly Madison (2015)
- Andre Madness (2015)
- Richard Mailer
- Jim Malibu (2004)
- Anna Malle (2013)[4]
- Sonny Malone (2011)
- Chelsea Manchester (1998)
- Mandingo (2017)
- Nick Manning (2014)
- Mr. Marcus (2009)
- William Margold
- Daisy Marie (2017)
- Phoenix Marie (2022)
- Cash Markman (2006)
- Mason (2021)
- Rick Masters (2007)
- Eric Masterson (2014)
- Shanna McCullough
- Clive McLean (2001)
- Radley Metzger
- Gianna Michaels (2020)
- Sean Michaels (1995)
- Midori (2009)
- Earl Miller (2001)
- Tyffany Million (2025)
- Missy (2002)
- Sharon Mitchell
- The Mitchell Brothers
- Constance Money (1998)
- Tami Monroe (1999)
- Tony Montana (2020)
- Kevin Moore (2025)
- Rodney Moore (2006)
- Craven Moorehead (2015)
- India Morel (2022)
- Britt Morgan
- Jonathan Morgan (2003)
- Katie Morgan (2013)[4]
- Michael Morrison
- Pat Myne (2011)
- Tiffany Mynx (2001)
- Scott Nails (2025)
- Kelly Nichols (1995)
- Michael Ninn (2002)
- Ramón Nomar (2019)
- Paul Norman (1998)
- Peter North
- Nick Orleans (2018)
- Henri Pachard
- Richard Pacheco (1999)
- Ralph Parfait (2013)[4]
- Victoria Paris (1997)
- Kay Parker
- Tera Patrick (2009)
- Texas Patti (2025)
- Jeannie Pepper (1997)
- David Perry (2021)
- Mr. Pete (2014)
- Rhonda Jo Petty (2004)
- Derrick Pierce (2022)
- Pinky (2023)
- Wesley Pipes (2015)
- Tommy Pistol (2022)
- Eddie Powell (2021)
- Ed Powers
- Jim Powers (2005)
- Teagan Presley (2016)
- Kirsten Price (2018)
- Mike Quasar (2013)[4]
- Misty Rain (2004)
- Janus Rainer
- Holly Randall (2024)
- Nikki Randall (1995)
- Suze Randall (1999)
- Mike Ranger (2018)
- Michael Raven (2008)
- Raylene (2008)
- RayVeness (2015)
- Harry Reems
- Riley Reid (2025)
- Jack Remy (2006)
- Patti Rhodes (1999)
- Toni Ribas (2012)
- Aiden Riley (2025)
- Bobby Rinaldi (2014)
- Alicia Rio (2004)
- Shaun Rivera (2024)
- Jace Rocker (1998)
- Kristina Rose (2022)
- Candida Royalle
- Ruby (2008)
- Will Ryder (2015)
- Sinn Sage (2024)
- Silvia Saint (2012)
- Savanna Samson (2011)
- Alex Sanders (2003)
- Loni Sanders
- Herschel Savage
- Rick Savage
- Savannah (1996)
- Reb Sawitz (2001)
- Annette Schwarz (2023)
- Hillary Scott (2024)
- Tristan Seagal (2021)
- John Seeman (2007)
- Seka
- Serena (2019)
- Serenity (2005)
- Bruce Seven
- Shane (2005)
- Rocco Siffredi (2002)
- Shay Sights (2024)
- Alexandra Silk (2008)
- Long Jeanne Silver (2021)
- Joey Silvera
- Dominique Simone (2007)
- Julie Simone (2013)[4]
- Johnny Sins (2023)
- Laurent Sky (2020)
- Justin Slayer (2022)
- Aurora Snow (2017)
- Jim South (1995)
- Rob Spallone (2020)
- P. J. Sparxx (2002)
- Randy Spears (2002)
- Georgina Spelvin
- Mark Spiegler (2012)
- Anthony Spinelli
- Mitchell Spinelli
- Annie Sprinkle (1999)
- Jasmin St. Claire (2011)
- Sheri St. Claire (1995)
- Taylor St. Claire (2014)
- Steven St. Croix (2005)
- Jessie St. James
- Julian St. Jox (2003)
- John Stagliano (1997)
- David Stanley (2018)
- Celeste Star (2018)
- Charmane Star (2017)
- Aiden Starr (2018)
- Rachel Starr (2022)
- Riley Steele (2025)
- Carter Stevens (2009)
- Marc Stevens (2019)
- Lexington Steele (2009)
- Selena Steele (2007)
- Sydnee Steele (2007)
- Michael Stefano (2010)
- Nici Sterling (2007)
- Kirdy Stevens (2003)
- Tabitha Stevens (2007)
- Charlotte Stokely (2020)
- Evan Stone (2011)
- Kyle Stone (2007)
- Madison Stone (2003)
- Mark Stone (2017)
- Misty Stone (2019)
- Chris Streams (2013)[4]
- John Strong (2016)
- Samantha Strong (1995)
- Jeff Stryker
- Shyla Stylez (2016)
- India Summer (2019)
- Karen Summer (2015)
- Angela Summers (2008)
- Stephanie Swift (2006)
- Talon (2015)
- Jiro Takashima (2022)
- Jerome Tanner (2006)
- Scott Taylor (2012)
- Tony Tedeschi (2003)
- Alexis Texas (2022)
- Paul Thomas
- Sunset Thomas (2001)
- Tianna (2002)
- Raven Touchstone
- George Uhl (2021)
- Inari Vachs (2012)
- Stacy Valentine (2012)
- Vaniity (2013)[4]
- Nacho Vidal (2012)
- Dana Vespoli (2016)
- Vicky Vette (2016)
- Ron Vogel
- Tim Von Swine (2015)
- Bob Vosse (2001)
- Tasha Voux (2008)
- Vince Vouyer (2007)
- Marc Wallice
- Taylor Wane (2005)
- Jane Waters (1998)
- Devlin Weed (2018)
- Teri Weigel (2003)
- Jennifer Welles (1996)
- Tori Welles (1996)
- Kelly Wells (2025)
- Desiree West (2024)
- Randy West
- Angela White (2018)
- Jackie White (2022)
- Honey Wilder (2001)
- Wendy Williams (2014)
- Jerry Steven Winkle (1997)
- Leslie Winston (2025)
- Dick Witte (1997)
- Barry Wood (2004)
- Mark Wood (2010)
- Bambi Woods (1998)
- Luc Wylder (2009)
- Sam Xavier (2001)
- Ona Zee
- Michael Zen (2018)

### Founders Branch
Seit den AVN-Awards 2006 werden auch Geschäftsleute aus der Industrie in einer eigenen Kategorie namens Hall of Fame Founders geehrt, seit 2011 erstmals auch Hersteller und Vertreiber von Sex-Spielzeugen.
- Peter Acworth (2023)
- Norman Arno (VCX, 2006)[7]
- Kevin Beechum (K-Beech, 2014)
- Ted Blitt (Mile High Media, 2014)
- Noel Bloom (Caballero, 2006)[7]
- Charlie Brickman (Cinderella Distribution, 2007)[9]
- Marc Dorcel (Marc Dorcel, 2015)
- Howard Farber
- Larry Flynt (Hustler, 2006)[7]
- Al Goldstein (Screw Magazine, 2015)
- Morty Gordon (Bizarre Video, 2014)
- Ruby Gottesman (X-Citement Video, 2020)
- Kenneth Guarino (Metro Home Video, 2008)[10]
- Russell Hampshire (VCA Pictures, 2011)[11]
- Phil Harvey (Adam & Eve, 2007)[9]
- Fred Hirsch (Sunrise Distributors, 2016)
- David Joseph (Red Light District, 2018)
- Howie Klein & Al Bloom (Caballero Home Video, 2009)[12]
- Frank & Michael Koretsky (IVD, 2009)[12]
- Christian Mann (Catalina Video, 2010)[13]
- Mark Kulkis (2018)
- Moe
- Mike Moran (Lion’s Den, 2011)[11]
- Arthur Morowitz (Video-X-Pix, 2007)[9]
- Sidney Niekirk (Cal Vista, 2007)[9]
- Steven Orenstein (Wicked Pictures, 2011)[11]
- Michael Paulsen (Paradise Visuals, 2010)[13]
- Martin Rothstein (Model Distributors, 2008)[10]
- Teddy Rothstein (Star Distributors, 2008)[10]
- Rudy Sutton (VCX, 2016)
- Steve Toushin (Bijou Video, 2009)[12]
- Michael Warner (Great Western Litho, 2010)[13]
- Eddie Wedelstedt (Goalie Entertainment, 2016)
- Jerry Steven Winkle (WHOR-NET, 2010)
- Chuck Zane (Zane Entertainment Group, 2018)

### Internet Founders / Web Tech Branch
- Greg Clayman & Chuck Tsiamis (Video Secrets, 2009)
- Andrew Conru (Adult Friend Finder, 2009)
- Al Hadhazy (iFriends/Amateur Hardcore, 2009)
- Ron Levi (Cybererotica/CECash, 2009)
- David Van der Poel & Toine Rodenberg (Python, 2009)
- Ron Cadwell (CC Bill, 2010)
- Tony Morgan (National Net, 2010)
- Morgan Sommer (Cybersocket, 2010)
- Mitch Farber (Netbilling, 2011)
- Colin Rowntree (Wasteland.com, 2011)
- Tim Valenti (NakedSword, 2011)
- Beth Mansfield (PersianKitty.com, 2012)
- Patrick (TheHun.net, 2012)
- Shap (Twistys.com, 2012)
- Danni Ashe (Danni's Hard Drive, 2013)
- Anthony J (NetVideoGirls.com, 2013)
- Bill Pinyon & Steve Wojcik (Badpuppy.com, 2013)
- Angie Rowntree (Sssh.com, 2014)
- Maurice (Freeones.com, 2014)
- Mark „Greenguy“ Jenkins (Link-O-Rama, 2014)
- Steve Lightspeed (LightspeedCash, 2015)
- Lensman (2015)
- Botto Brothers (MaxCash, 2015)
- Charles Berrebbi & John Albright (Too Much Media, 2016)
- Ilan Bunimovitz (Gamelink.com, 2016)
- Gyorgy Gattyan (Docler Holding, 2017)
- Michael Reul (TrafficPartner.com, 2017)
- Jim McBride aka Mr. Skin (MrSkin.com, 2017)
- Brad Mitchell (MojoHost, 2018)
- Nick Chrétien (CrakRevenue, 2019)
- Stan Fiskin (AdultCentro, 2019)
- Mitch Fontaine (BurningAngel, 2019)
- Greg Dumas (2023)
- Sean Christian (2023)
- Kenny B (2024)
- John-Michael D’Arcangelo (2024)
- Peter Van Aarle & Jeff Vanzetti (2025)
- Scott Coffman & Jay Strowd (2025)

### Pleasure Products Branch
- Joani Blank (Good Vibrations, 2011)[8]
- Ron Braverman (Doc Johnson, 2011)[8]
- Susan Colvin (California Exotic Novelties, 2011)[8]
- Martin Tucker (Topco Sales, 2011)[8]
- Larry Garland (Eldorado Trading Co., 2012)
- Joel Tucker (Stockroom, 2012)
- Nick Orlandino (Pipedream Products, 2012)
- Lavi Yedid (2014)
- Robert Pyne Sr. (Williams Trading Co., 2014)
- Rachel Venning & Claire Cavanah (Babeland, 2014)
- Joe Bolstad (Kama Sutra Company, 2015)
- Pavle Sedic (LELO, 2015)
- Ari Suss (XR LLC, 2015)
- Ralph Caplan (Nalpac Distribution, 2016)
- Rina Valan (Fantasia Home Parties, 2016)
- Steve Shubin (Fleshlight, 2016)
- Chuck Harnish & Jim Horne (PHS International, 2017)
- Big Al Bedrosian (Spartacus Enterprises, 2017)
- Dell Williams (Eve’s Garden, 2017)
- Bonnie Feingold (2023)
- Justin Ross (2023)
- Kim Airs (2024)
- Phyllis Heppenstall (2024)
- Karen & Barry Mason (2024)
- Gregg Haskell (2025)
- Lynn Swanson (2025)

### Executive Branch
- Jerry E. (2014)
- Adam H. (2014)
- Ed Kail & Marty Turkel (2014)
- Marci Hirsch (2015)
- Bonnie Kail (2015)
- Howard Levine (2015)
- Dan O’Connell (2015)
- Jon Blitt (2016)
- Bob Christian (2016)
- Scott David (2016)
- Eric Gutterman (2016)
- Steve Volponi (2016)
- Nelson X (2016)
- Joe Dambrosio (2017)
- Danny Gorman (2017)
- Jeff Steward (2017)
- Gabor Szabo (2017)
- Marc Bruder (2018)
- Mara Epstein (2018)
- Rondee Kamins (2018)
- Bernard Braunstein & Ed Braunstein (2019)
- Renae Orenstein-Englehart (2019)
- Jim Kohls (2019)
- Farrell Hirsch (2020)
- Glenn King (2020)
- Dave Peskin (2020)
- Andy Wullmer (2020)
- David Diamond (2021)
- Joey Gabra (2021)
- Lewis Adams (2021)
- Mike Moz (2021)
- Sam Rakowski (2021)
- Wilma Ginocchi (2023)
- Drew Rosenfeld (2023)
- Garion Hall (2024)
- Jimmy James (2024)
- Robert Plarski (2024)
- Fran Amidor (2025)
- Chris Cane (2025)
- Mark Schechter (2025)